# East Rancho Dominguez
East Rancho Dominguez statisztikai település az USA Kalifornia államában, Los Angeles megyében. Lakosainak száma 15 114 fő (2020. április 1.).

## Népesség
A település népességének változása:

| 2010 | 15 135 |
| 2020 | 15 114 |